# Pjenuše
Pjenuše (cvrčci pjenuše, lat. Cercopoidea), natporodica kukaca iz reda Polukrilaca (Hemiptera). Sastoji se od pet porodica s preko 2600 vrsta. Glavna porodica pjenuše (Cercopidae), po kojoj je natporodica dobila ime, ima na popisu preko 1470 vrsta. Poznatija vrsta ovog roda je crno-crveni pjenušasti cvrčak, Cercopis arcuata.
Ime im dolazi po pjenastim fekalijama u kojoj se skrivaju ličinke koje ženka izliježe po drvenastom i zeljastom bilju, osobito po nizinskim šumama, gdje ih je lako uočiti osobito tijekom proljeća. Ove ličinke su štetne jer sišu sokove ispod kore, a pjena služi da bi se zaštitile od napada neprijatelja, ali i kao izolator od topline i hladnoće. 
Odrasle pjenuše poznate su po svojim skokovima, i do 70 cm u vis. neke vrste pjenuša nalikuju predstavnicima porodica Cicadellidae a Machaerotidae na rogate cvrčke, Membracidae.

## Porodice
1. Aphrophoridae
2. Cercopidae
3. Clastopteridae
4. Epipygidae
5. Machaerotidae

## Vanjske poveznice
|  | Zajednički poslužitelj ima još gradiva o temi Cercopoidea |
|  | Wikivrste imaju podatke o taksonu Cercopoidea             |